# 卡皮长臂猿属
卡皮长臂猿属（学名：Kapi）为长臂猿科的一个属，生存於中新世的查謨和喀什米爾。

## 下属物种
本属包括以下物种：
- Kapi ramnagarensis Gilbert, Ortiz, Pugh, Campisano, Patel, Singh, Fleagle & Patnaik, 2020[2]